# David Bogdanović
David Bogdanović, hrvaški literarni zgodovinar, * 11. maj 1869, Brod na Savi, † 7. marec 1944, Zagreb. 
Rodil se je na Brodu na Savi (sedaj Slavonski Brod). Ljudsko šolo je obiskoval v rojstnem kraju (1876-1881), gimnazijo v Slavonski Požegi (sedaj Požega). Na filozofski fakulteti v Zagrebu je štidiral slavistiko in klasično filologijo. Pisal je članke o slovnici. Bogdanović je avtor treh knjig Pregled književnosti hrvatske i srpske (1914, 1918). Ob delu, ki ga je posvetil zgodovini književnosti se je ukvarjal tudi s priredbami del hrvaških in srbskih pisateljev, ter tem delom pisal predgovore.